# Brachymeria microgaster
Brachymeria microgaster är en stekelart som först beskrevs av Schmitz 1946.  Brachymeria microgaster ingår i släktet Brachymeria och familjen bredlårsteklar. Inga underarter finns listade.